# John Houstoun
John Houstoun [ˈhaʊstən], född 31 augusti 1744 i Georgia, död 20 juli 1796 nära Savannah, Georgia, var en amerikansk politiker och jurist. Han representerade 1775 Georgia i kontinentalkongressen. Han var Georgias guvernör 1778–1779 och 1784–1785 samt borgmästare i Savannah 1790–1791.
Houstoun studerade juridik och inledde sin karriär som advokat i Savannah. År 1775 var han först ledamot av provinsen Georgias kongress och sedan ledamot av kontinentalkongressen.
År 1778 tillträdde Houstoun som guvernör i Georgia. Han ledde personligen trupper ur Georgias milis i ett anfall med syfte få brittiska trupper ut ur Georgia. Han hade inte koordinerat manövern tillsammans med befälhavaren för milisen och Savannah föll i brittiska händer. Houstoun lämnade guvernörsämbetet 1779 men förblev aktiv inom delstatspolitiken.
År 1784 tillträdde Houstoun på nytt som guvernör. Han efterträddes 1785 av Samuel Elbert. År 1790 tillträdde Houstoun som Savannahs borgmästare och efterträddes 1791 av Thomas Gibbons.
År 1792 tjänstgjorde Houstoun som domare i en högre rättsinstans i Georgia. Han avled fyra år senare. Stavningen till trots har Houston County i Georgia döpts efter John Houstoun.